# نيلس كريستيان ماير
نيلس كريستيان ماير (بالنرويجية البوكمول: Nils Kristian Myhre)‏ هو لاعب كرة قدم نرويجي، ولد في 17 مارس 1971. لعب مع Nybergsund IL-Trysil ‏.